# 布·林德曼
布·林德曼（瑞典語：Bo Lindman，1899年2月8日—1992年7月30日），瑞典男子现代五项运动员。他曾参加1924年、1928年和1932年三届夏季奥运会现代五项项目，共收获一枚金牌和两枚银牌，另外他在1932年奥运会也参加了击剑比赛。